# 25403 Carlapiazza
25403 Carlapiazza este un asteroid din centura principală de asteroizi.

## Descriere
25403 Carlapiazza este un asteroid din centura principală de asteroizi. A fost descoperit pe 3 noiembrie 1999 la Socorro, New Mexico, în cadrul proiectului LINEAR. Asteroidul prezintă o orbită caracterizată de o semiaxă mare de 2,29 ua, o excentricitate de 0,12 și o înclinație de 0,4° în raport cu ecliptica.